# しょう味噌
しょう味噌（しょうみそ）（茶づけみそ、納豆味噌とも）は、岐阜県の恵那地方（恵那市・中津川市）周辺の郷土料理。恵那市に隣接している長野県下伊那郡平谷村では、ほぼ同様のものをしょいのみと呼んでいる。味噌といっても、野菜や漬物が比較的多く含まれている御飯のおかずである。
昭和時代まで、恵那市・中津川市周辺の多くの家庭で造られていたが、最近では家庭で造ることは減少傾向にある。現在では恵那市明智町のマルコ醸造が茶づけみそという商品名で製造し販売している。常温以上では発酵が進むため、 秋～冬～春の滋養食物として重宝されている。

## 作り方
- 米麹1袋（250g）に水1合を入れて、柔らかくなるまで1日置く[1]。
- 柔らかくなった米麹に砂糖20ｇと醤油2合を加えて、よくかき混ぜる[1]。
- 大豆、大麦、するめ、人参、菊ごぼう、きゅうり、紫蘇の実、茄子の漬物など好みの材料を加えて、さらによくかき混ぜる[1]。
- 涼しいところで、約1か月ねかせて完成[1]。